# Sing Me to Sleep
Sing Me to Sleep is een nummer van de Noorse dj Alan Walker uit 2016.
Het nummer werd een hit in Europa. Vooral in Scandinavië, het Duitse taalgebied en Oost-Europa deed het nummer het goed in de hitlijsten. In Noorwegen, Walkers thuisland, haalde Sing Me to Sleep de nummer 1-positie. In Nederland kwam het nummer echter niet verder dan de 10e positie in de Tipparade. Ook in Vlaanderen haalde het nummer slechts de Tipparade.